# Juneda
Juneda è un comune spagnolo di 2 960 abitanti situato nella comunità autonoma della Catalogna.